# (500292) 2012 PK43
(500292) 2012 PK43 es un asteroide perteneciente al cinturón de asteroides, descubierto el 14 de septiembre de 2007 por el equipo del Spacewatch desde el Observatorio Nacional de Kitt Peak, Arizona, Estados Unidos.

## Designación y nombre
Designado provisionalmente como 2012 PK43.

## Características orbitales
2012 PK43 está situado a una distancia media del Sol de 2,968 ua, pudiendo alejarse hasta 3,495 ua y acercarse hasta 2,440 ua. Su excentricidad es 0,177 y la inclinación orbital 3,256 grados. Emplea 1867,72 días en completar una órbita alrededor del Sol.
Los próximos acercamientos a la órbita de Júpiter se producirán el 4 de septiembre de 2050, el 4 de septiembre de 2086 y el 5 de septiembre de 2122, entre otros.

## Características físicas
La magnitud absoluta de 2012 PK43 es 16,9.